# Briedupis (přítok Minije)
Briedupis je říčka na západě Litvy (Telšiaiský kraj) v Žemaitsku na Žemaitijské vysočině. Pramení 4 km na jihozápad od vsi Smilgiai. Je dlouhá 6,9 km. Řeka teče směrem jižním. Do řeky Minija se vlévá jako její pravý přítok 170,7 km od jejího ústí do Atmaty.